# Christophe Girard (Politiker)

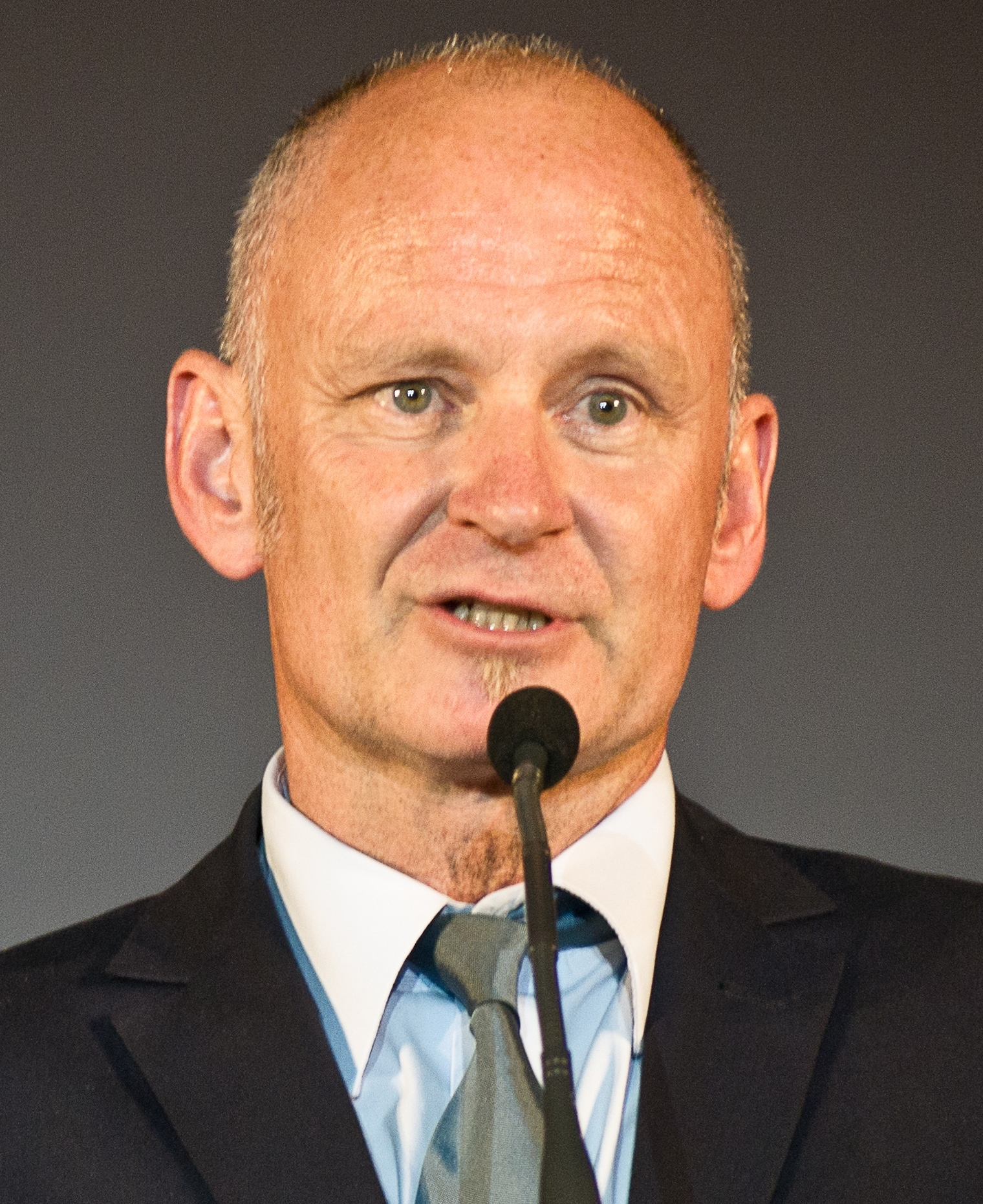
Christophe Girard

Christophe Girard (* am 9. Februar 1956 in Saumur) ist ein französischer Unternehmensleiter und Politiker. Er bekleidete führende Positionen innerhalb des Hauses Yves Saint Laurent und der Gruppe LVMH und war an der Gründung der Zeitschrift Têtu beteiligt.
Girard war erst Mitglied der französischen Grünen, dann des Parti socialiste. Seit 2001 war er im Stadtrat von Paris, wo er mehrfach die Stellung eines Beauftragten des Bürgermeisters bzw. des Bürgermeister innehatte. Von 2010 bis 2015 war er Mitglied im Conseil régional der Region Île-de-France sowie von 2012 bis 2017 Bürgermeister des 4. Arrondissements von Paris. Im Juli 2020 trat er als Kulturbeauftragter der Bürgermeisterin zurück, nachdem er wegen seiner Freundschaft mit dem Schriftsteller Gabriel Matzneff angegriffen worden war. Matzneff hatte in seinen Büchern seit den 1970er Jahren seine sexuelle Vorliebe für Minderjährige und eigene sexuelle Beziehungen zu ihnen thematisiert.

## Leben

### Beruflicher Werdegang
1978 wurde er Generalsekretär im Unternehmen Yves Saint Laurent. Er stieg auf und wurde 1997 stellvertretender Geschäftsführer. Im Jahr 1999 trat er der LVMH-Gruppe als Direktor für Modestrategie bei. Im Jahr 2016 verließ er dieses Unternehmen.
Zusammen mit Pierre Bergé, Didier Lestrade und Thomas Doustaly gründete er die Zeitschrift Têtu. Zugleich war er Generalsekretär von Sidaction, einer Spendenaktion im Kampf gegen AIDS, die er zusammen mit Line Renaud  und Pierre Bergé begründete.

### Politischer Werdegang
1998 wurde er Mitglied bei den Verts, den französischen Grünen. Er kandidierte 1999 auf der Liste von Daniel Cohn-Bendit für die Europawahl.
Im Jahr 2001 wurde er als Kandidat der Grünen im 4. Arrondissement von Paris in den Pariser Stadtrat gewählt und, nachdem Bertrand Delanoë Bürgermeister wurde, wurde er stellvertretender Bürgermeister von Paris mit Zuständigkeit für Kultur.
Zugleich behielt er seine Stelle bei LVMH.
Als Kulturbürgermeister von Paris war Girard Initiator der Nuits blanches sowie anderer großer Kulturprojekte, die zu Beginn der Amtszeit von Bertrand Delanoë angekündigt wurden (das Cent Quatre, das das Gaîté-Lyrique, das Kino Le Louxor, das Maison des  Métallos und die Maisons des pratiques artistiques amateures (MPAA)).
Im September 2005 brach er mit den Pariser Grünen und trat im November der Sozialistischen Partei bei. Im August 2006 wurde Girard Mitglied im Beraterteam von Ségolène Royal für die Präsidentschaftswahl 2007.
Am 21. März 2010 wurde er bei den Regionalwahlen in der Île-de-France auf der gemeinsamen Liste der PS und verschiedener linker Gruppen zum Regionalrat gewählt. Die Liste erhielt 68 % der Stimmen.
Im Jahr 2011 stand er laut der französischen Kunstzeitschrift L'Œil an siebter Stelle in der Rangliste der 50 bekanntesten Persönlichkeiten der Kunstwelt.
Im Mai 2012 wurde Dominique Bertinotti zur Beigeordneten Ministerin für Familie im Kabinett II von Jean-Marc Ayrault ernannt. Sie trat kurz darauf von ihrem Amt als Bürgermeisterin des 4. Arrondissements von Paris zurück. Girard wurde am 2. Juli 2012 zu ihrem Nachfolger gewählt. Da der damalige Bürgermeister von Paris, Bertrand Delanoë, Ämterhäufung ablehnte, musste Christophe Girard sein Amt als Kulturbürgermeister aufgeben.
Im Rahmen der Kommunalwahl 2014 fand im 4. Arrondissement eine Vorwahl der PS statt, um eine Entscheidung zwischen dem bisherigen Bürgermeister Christophe Girard und Madeleine Houbart herbeizuführen. Diese wurde knapp geschlagen und ging vor Gericht. Girard wurde in der zweiten Runde der Kommunalwahlen gegen die von Vincent Roger angeführte Liste UMP-UDI-MoDem mit knappem Vorsprung zum Bürgermeister wiedergewählt.
Zusammen mit Martine Martinel war Girard im Wahlkampfteam von Vincent Peillon für dessen Kulturprojekt im Rahmen der Vorwahl der Sozialisten 2017 verantwortlich.
Am 11. Oktober 2017 wurde er Beigeordneter für Personalwesen, sozialen Dialog und die Qualität der öffentlichen Dienste und gab seinen Rücktritt als Bürgermeister des Arrondissements bekannt.
Am 17. September 2018 trat er die Nachfolge von Bruno Julliard an und kehrte in das Kulturressort zurück. Er wurde am 3. Juli 2020 erneut in dieses Amt berufen, nachdem er am 28. Juni im 18. Arrondissement in den Stadtrat von Paris gewählt worden war.
Am 23. Juli 2020 gab er seinen Rücktritt vom Amt des Kulturbeauftragten bekannt, nachdem ihn Abgeordnete der grünen Fraktion und militante Feministinnen wegen seiner Unterstützung für den pädophilen Schriftsteller Gabriel Matzneff angegriffen hatten.

### Privatleben
Im Juni 2013 heiratete er den Filmregisseur und Drehbuchautor Olivier Meyrou (My own little gay America, Zelda, Au-delà de la haine, Célébration, Parade, L'Avocat du diable, etc.), die Trauzeugen waren Bertrand Delanoë und Mazarine Pingeot; Anne Hidalgo wohnte der Hochzeitsfeier im Rathaus des 4. Arrondissement bei.

### Ehrungen
- Mai 1995: Ritter des ordre national du Mérite (verliehen vom Minister für Gesundheit)
- Februar 2002: Ritter der Ehrenlegion (verliehen vom Premierminister)
  - Januar 2013: Offizier (verliehen vom Premierminister)
- Januar 2003: Offizier des Ordre des Arts et des Lettres (verliehen vom Kulturminister)

## Standpunkte

### Das Recht auf gleichgeschlechtliche Elternschaft
Christophe Girard hat nie ein Geheimnis um seine eigene Homosexualität gemacht und hat sich aktiv für das Recht auf gleichgeschlechtliche Elternschaft eingesetzt.
In seinem Buch Père comme les autres, das 2006 erschienen ist, schreibt er im Klappentext:

« Je suis père et homosexuel, j'ai écrit ce livre pour que ces deux mots aillent ensemble »

(„Ich bin Vater und ich bin homosexuell und ich habe dieses Buch geschrieben, damit diese beiden Wörter zusammenfinden“)

### Das Recht auf Eheschließung für Homosexuelle
In den Jahren 2012 und 2013 setzte sich Girard für die Verabschiedung des Gesetzes loi ouvrant le mariage aux couples de personnes de même sexe ein, das auch unter dem Namen „Ehe für alle“ bekannt ist. Er organisierte zahlreiche Diskussionsveranstaltungen zu diesem und zu ähnlichen Themen im Rathaus des 4. Arrondissement, an denen unter anderem Christine Boutin, Caroline Fourest, Irène Théry und auch Mgr. Jacquin, der Rektor der cathédrale Notre-Dame de Paris teilnahmen. Am Abend nach der Verabschiedung des Gesetzes in der Nationalversammlung am 23. April 2013 veranstaltete er eine Feier auf dem Platz vor dem Rathaus des 4. Arrondissement in Gegenwart von Patrice Chéreau und der Cellistin Sonia Wieder-Atherton, die musizierte.

## Der Matzneff-Skandal
Christophe Girard verkehrte seit den 1980er Jahren freundschaftlich mit dem pädophilen Schriftsteller Gabriel Matzneff. Er wird regelmäßig in dessen Werken erwähnt; ihm ist das Buch La Prunelle de mes yeux (1993) gewidmet, das vom Verhältnis Matzneffs mit Vanessa Springora handelt. Christophe Girard hat alle Bücher, die der Schriftsteller seit den 1980er Jahren veröffentlicht hat, als signierte Exemplare erhalten, sagt aber, er habe sie nicht gelesen, mit Ausnahme von La Prunelle de mes yeux, und dieses nur „teilweise“.
Während des Kommunalwahlkampfes 2020 wurde er insbesondere in einem Artikel in der New York Times aufs Korn genommen, weil er in Ausübung seiner Funktion bei der Stiftung Pierre Bergé - Yves Saint Laurent die Kosten für das Hotel, in dem Gabriel Matzneff mit Vanessa Springora wohnte, übernommen hatte, was der Schriftsteller in La Prunelle de mes yeux erwähnte und später gegenüber der New York Times bestätigte.
Girard argumentiert, dass die Stiftung Matzneff nicht deshalb unterstützt hat, weil dieser pädophil ist, sondern weil er ein Schriftsteller in Not war.
Vincent Monadé, Direktor des Centre National du Livre (CNL), behauptet, Girard habe als Beigeordneter für Kultur im Pariser Rathaus Matzneff eine jährliche Zuwendung auf Lebenszeit gewährt, was Girard bestreitet.
Girard stellt seine Beziehung zu Gabriel Matzneff als eine rein freundschaftliche dar; er sei drei oder vier Mal in 30 Jahren mit ihm Essen gegangen, ohne einer seiner besten Freunde zu sein, wie Matzneff behauptet. Er fordert, man müsse das Werk vom Autor trennen.
Im Juli 2020 verlangte die Groupe Écologiste im Pariser Stadtrat von der Bürgermeisterin Anne Hidalgo, Girard von seinen Aufgaben als Kulturbürgermeister zu entbinden. Dieses Amt hatte er im Gefolge der Kommunalwahlen angetreten.
Girard trat am 23. Juli 2020 zurück, kurz nachdem der Stadtrat von Paris sich nach der Wahl konstituiert hatte. Die Fraktion der Sozialistischen Partei bedauerte den Rücktritt. Der Präfekt Didier Lallement begrüßte Girard mit einem „republikanischen Salut“, begleitet von stehenden Ovationen im Stadtrat, was bei der Grünen Alice Coffin, die sich für den Rücktritt starkgemacht hatte, zu einem Zornausbruch führte. Daraufhin sprach die Bürgermeisterin Hidalgo von einer „militanten Hysterie“.

## Schriften
- La Défaillance des pudeurs. éditions du Seuil, Paris 2006, ISBN 2-02-087707-4.
- Père comme les autres. Hachette Littératures, 2006, ISBN 978-2-01-235864-5.
- Le Petit Livre rouge de la culture. éditions Flammarion, 2012, ISBN 978-2-08-127738-0.
- Hélice Hélas (Hrsg.): Perdre la paix : Keynes, Paris, 1919. Vevey 2015, ISBN 978-2-940522-31-6.